# Herne (Allemagne)
Pour les articles homonymes, voir Wanne (homonymie) et Herne.
Herne est une ville d'Allemagne dans la région industrielle de la Ruhr en Rhénanie-du-Nord-Westphalie.
Elle a une superficie de 51,41 km2. Comme toute la région, Herne a été fortement marquée à partir de la fin du XIXe siècle par une immigration d'ouvriers venus de Prusse-Orientale, de Silésie, d'étrangers de nationalité polonaise. C'est à Herne qu’à été fondé en 1909 le journal en langue polonaise Narodowiec.
Par une réforme de 1974, la ville de Wanne-Eickel a été fusionnée avec Herne.

## Géographie
Cette ville était au début du XXe siècle le terminus du canal Rhin-Herne. Désormais la jonction au canal Dortmund-Ems, vers la Mer du Nord, se fait à Waltrop.

## Histoire
Le toponyme apparaît dès 880 sous la forme haranni dans le premier terrier de l'abbaye de Werden. Il y avait au Moyen Âge, dans le faubourg de Baukau, le château des seigneurs de Strunkede, vassaux des comtes de Clèves qui obtinrent des charges importantes lorsque la Rhénanie fut rattachée à la Prusse avant l'extinction de leur lignée à la fin du XVIIIe siècle. Le premier d'entre eux, Guezelino de Strunkede, est cité comme témoin dans un acte de l'abbaye d'Essen datant de 1142. La ville est convertie à la Réforme en 1561. Herne devient une gare de la ligne de chemin de fer Cologne-Minden en 1847.
| Appartenances historiques Comté de Clèves 1124-1417 Duché de Clèves 1417-1795 Royaume de Prusse 1795-1803 Empire français 1803-1806 Grand-duché de Berg 1806-1813 Royaume de Prusse (Province de Westphalie) 1815-1918 République de Weimar 1918-1933 Reich allemand 1933-1945 Allemagne occupée 1945-1949 Allemagne 1949-présent |

## Administration territoriale
La ville de Herne comprend quatre arrondissements municipaux et douze quartiers.
- Herne-Mitte : Baukau, Herne, Holsterhausen
- Eickel : Eickel, Röhlinghausen
- Sodingen : Börnig, Holthausen, Horsthausen, Sodingen
- Wanne : (Bickern) Crange, Unser Fritz, Wanne

## Galerie

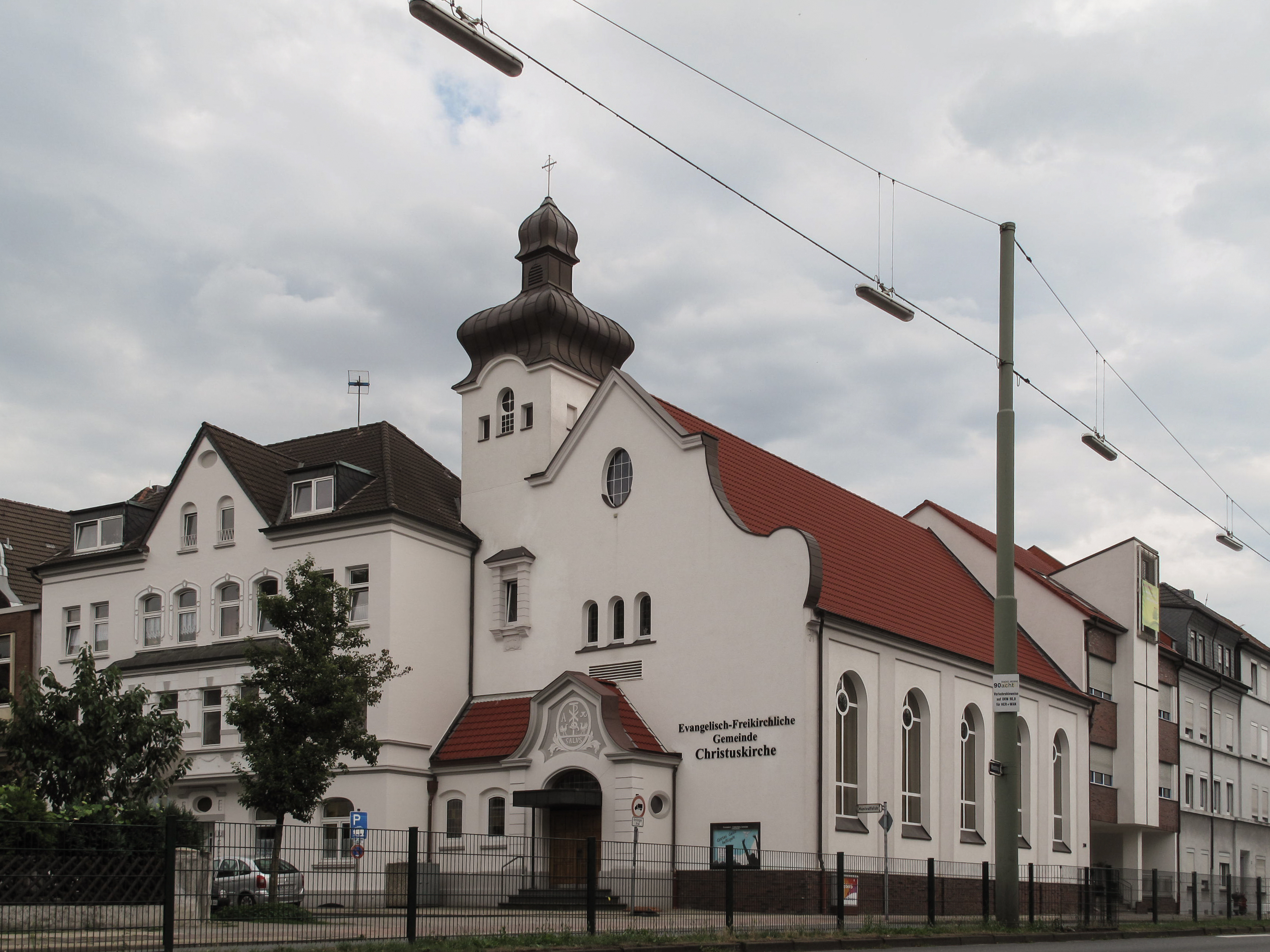
Le temple protestant de Herne.
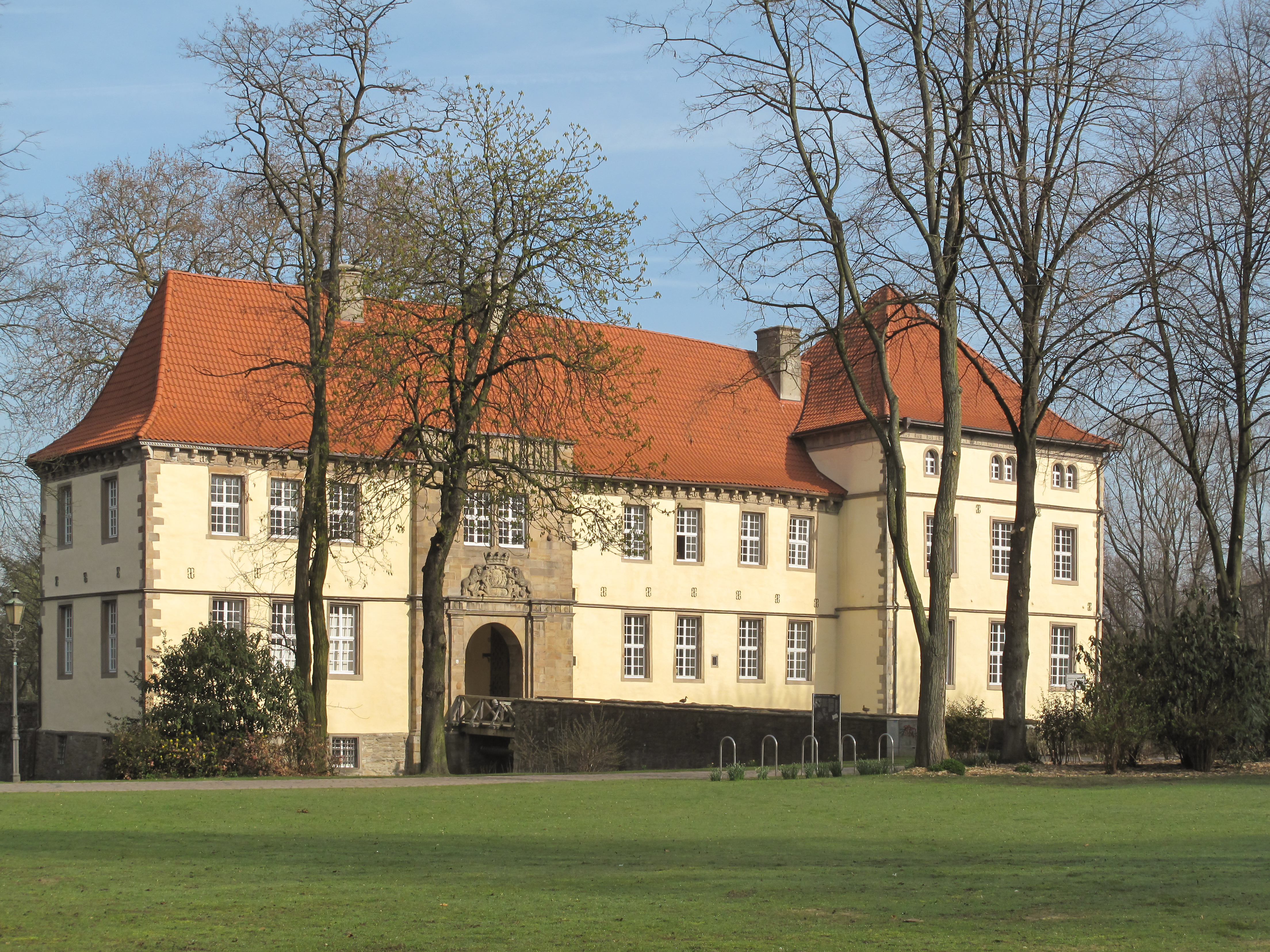
Baukau, château de Strünkede
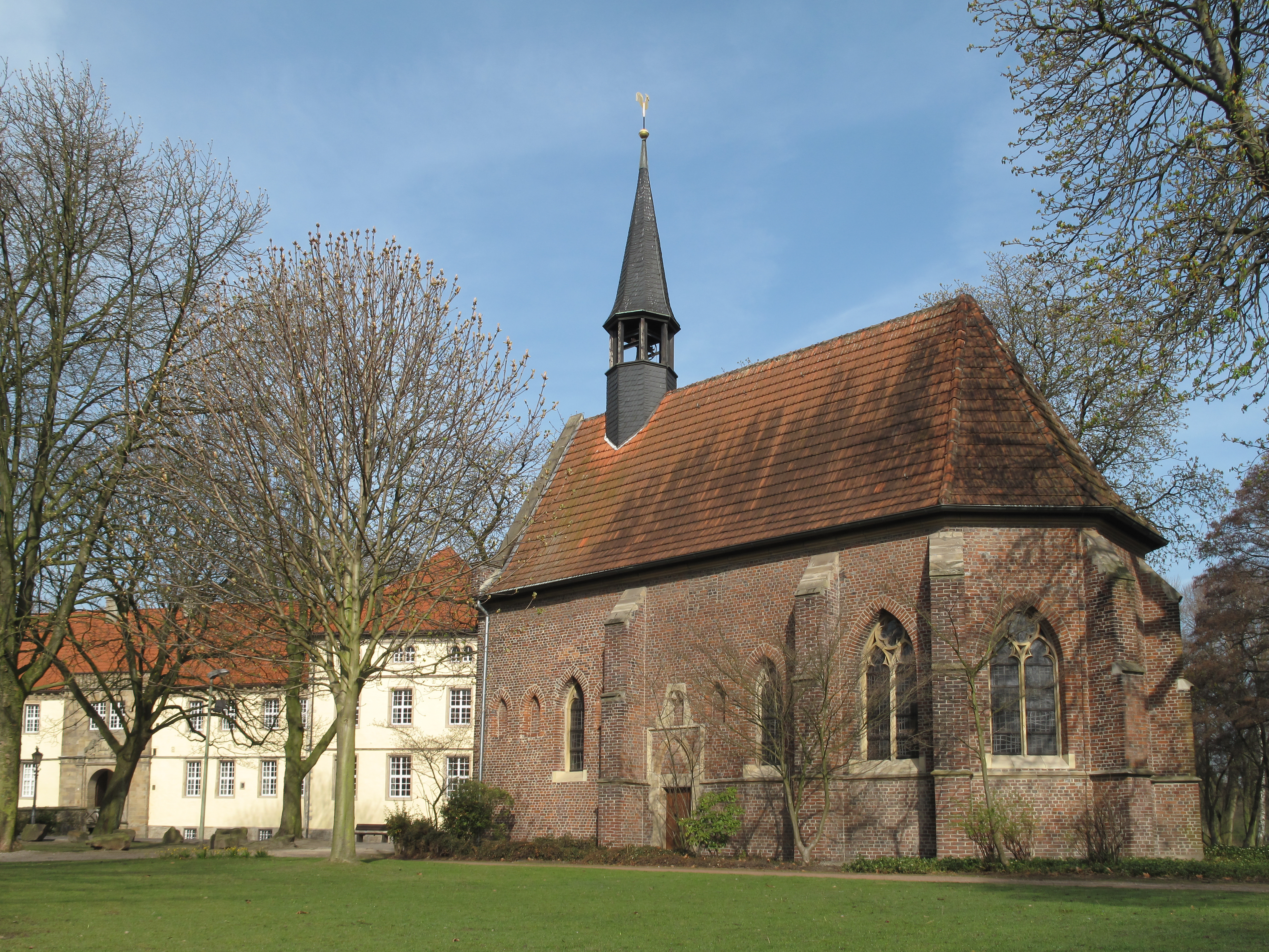
Baukau, chapelle du château de Strünkede

## Politique

### Élections du maire (Oberbürgermeister)
|       | Scrutin du 12 sept. 1999 | Scrutin du 12 sept. 1999 | Scrutin du 12 sept. 1999 | Scrutin du 26 sept. 2004 Ballotage du 10 oct. 2004 | Scrutin du 26 sept. 2004 Ballotage du 10 oct. 2004 | Scrutin du 26 sept. 2004 Ballotage du 10 oct. 2004 |
| Parti | Candidat                 | Votes                    | %                        | Candidat                                           | Votes                                              | %                                                  |
| ----- | ------------------------ | ------------------------ | ------------------------ | -------------------------------------------------- | -------------------------------------------------- | -------------------------------------------------- |
| SPD   | Wolfgang Becker          |                          | %                        | Horst Schiereck                                    | 29 428 28 127                                      | 47,6 % 63,2 %                                      |
| CDU   |                          |                          | %                        | Markus Schlüter                                    | 20 944 16 383                                      | 33,9 % 36,8 %                                      |
| Grüne |                          |                          | %                        | Dorothea Schulte                                   | 4 812                                              | 7,8 %                                              |
| REP   |                          |                          | %                        | Wilhelm Elbracht                                   | 2 574                                              | 4,2 %                                              |
| FDP   |                          |                          | %                        | Martina Balzk                                      | 1 824                                              | 3,0 %                                              |
| PDS   |                          |                          | %                        | Andreas Ixert                                      | 2 211                                              | 3,6 %                                              |

### Élections du conseil (Rat der Stadt)
|           | Scrutin de 2014 | Scrutin de 2014 | Scrutin de 2014 | Scrutin de 2020 | Scrutin de 2020 | Scrutin de 2020 |
| Parti     | Votes           | %               | Sièges          | Votes           | %               | Sièges          |
| --------- | --------------- | --------------- | --------------- | --------------- | --------------- | --------------- |
| SPD       |                 | 44,78 %         | 27              |                 | 44,14 %         | 28              |
| CDU       |                 | 25,87 %         | 15              |                 | 20,01 %         | 12              |
| Grüne     |                 | 9,33 %          | 6               |                 | 15,81 %         | 10              |
| AfD       |                 | 4,17 %          | 2               |                 | 8,45 %          | 5               |
| Die Linke |                 | 6,20 %          | 4               |                 | 4,05%           | 3               |
| FDP       |                 | 2,83 %          | 2               |                 | 3,31 %          | 2               |
| Autres    |                 | 6,82 %          | 3               |                 | 4,23 %          | 2               |

## Juridictions
Juridiction ordinaire
- Cour d'appel (Oberlandesgericht) de Hamm
  - Tribunal régional (Landgericht) de Bochum
    - Tribunal cantonal (Amtsgericht) de Herne : arrondissements municipaux de Herne-Mitte et de Sodingen
    - Tribunal cantonal (Amtsgericht) de Herne-Wanne : arrondissements municipaux d'Eickel et de Wanne

Juridiction spéciale
- Tribunal supérieur du travail (Landesarbeitsgericht) de Hamm
  - Tribunal du travail (Arbeitsgericht) de Herne
- Tribunal administratif supérieur (Oberverwaltungsgericht) de Münster
  - Tribunal administratif (Verwaltungsgericht) de Gelsenkirchen
- Tribunal des affaires de Sécurité sociale (Sozialgericht) de Gelsenkirchen

## Jumelage
- Belgorod (Russie) depuis 1990
- Eisleben (Allemagne) depuis 1990
- Hénin-Beaumont (France) depuis 1954
- Konin (Pologne) depuis 1991
- Ometepe (Nicaragua) depuis 1988
- Wakefield (Royaume-Uni) depuis 1956

## Personnalités
- Marian Pachurka (1918-2005), footballeur français, né à Sodingen.
- Günter Knefelkamp (1927-2017), homme politique et parlementaire mort à Herne.
- Christoph Willms (1948-2015), archéologue allemand, né à Wanne-Eickel.